# Michel Oreste

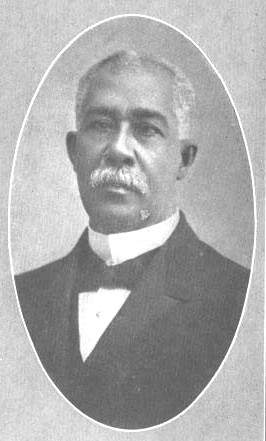
Michel Oreste portrait

Michel Oreste, född 8 april 1859 i Jacmel, Haiti, död 28 oktober 1918 i New York, USA, var en haitisk politiker. Han var Haitis president 12 maj 1913–27 januari 1914.